# Monturque
Monturque – gmina w Hiszpanii, w prowincji Kordoba, w Andaluzji, o powierzchni 32,83 km². W 2011 roku gmina liczyła 2004 mieszkańców.